# Tun (Svezia)
Tun è un'area urbana della Svezia situata nel comune di Lidköping, contea di Västra Götaland.
La popolazione rilevata nel censimento 2010 era di 206 abitanti .